# Pericoma bancrofti
Pericoma bancrofti är en tvåvingeart som beskrevs av Tonnoir 1920. Pericoma bancrofti ingår i släktet Pericoma och familjen fjärilsmyggor. Inga underarter finns listade i Catalogue of Life.